# Dončić
Dončić je priimek v Sloveniji, ki ga je po podatkih Statističnega urada Republike Slovenije na dan 1. januarja 2010 uporabljalo 75 oseb in je med vsemi priimki po pogostosti uporabe uvrščen na 5.556. mesto.

## Znani nosilci priimka
- Luka Dončić (*1999), slovenski košarkar
- Saša Dončić (*1974), slovenski košarkar in trener
- Siniša Hajdaš Dončić, hrvaški politik